# 後藤えり子
後藤 えり子（ごとう えりこ、1968年8月24日 - ）は日本の元AV女優。1980年代後半から1990年代前半にかけて人気を博し、趣味がディスコ通いというバブルの時代を体現した女優としてもてはやされる。特技はダンス。

## 略歴
西崎彩名義で1988年にデビュー、その後、後藤えり子に改名する。聖心女子大学中退で、中学、高校も聖心という肩書がデビュー時に各週刊誌の話題となるが、当時は女子大生AV女優が話題となっていた時期で、実際は北海道にある同系列の専門学校であった。
1989年には11PM（日本テレビ）のカバーガールにも抜擢され、姫TV（テレビ朝日）、EXテレビ（日本テレビ）朝まで生テレビ!（テレビ朝日）などテレビ出演も積極的にこなす。
1990年4月、引退してマネージメントなどAVの裏方を経験し、その後アメリカに語学留学する。学生時代にはスチュワーデスを志し、英検2級を取得していた。
1991年6月に帰国し、自宅に事務所を置きプロダクション『オフィス Erie』を立ち上げる。設立資金はすべてAV時代の収入でまかなった。「有名なヌードモデルを育てたい。ポスト後藤えり子を世に出したい。」「業界No.1の子を育てる。」という目標は、飯島愛の発掘によって見事に結実する。飯島愛の『プラトニック・セックス』の吉村理沙は、後藤がモデルであると言われる。他に伊藤真紀もオフィス Erie出身であり、本人もAVへ復帰する。
1993年9月21日から10月10日まで20日間にわたって、浅草ロック座にて後藤えり子ショーと称してストリッパーとしても華々しく活躍する。
実業家志向が強く、自身の事務所所属の女優や一般女性とのテレビ電話が楽しめるという新手のテレクラ業にも進出、9月には世田谷区三軒茶屋に日焼けサロン『ラハイナ』をオープンしたが、同年私財を処分して語学修業とネイルアートの勉強のため再度アメリカに渡航、その期間は2年に渡った。
1995年に帰国後、渋谷にネイルサロンを開店、さらにアパレル産業にも進出するがどちらも経営不振であえなく撤退する。
ストリッパーとして日本全国を転々としていたが、1997年10月15日、内偵中だった神奈川県警察川崎警察署が川崎ロック座の公演で、最終日を待って楽屋に踏み込み大麻取締法で逮捕される。

## 作品

### アダルトビデオ
1988年
- バナナ白書・私の下半身 西崎彩 芳本愛子（1988年、アイビック）※「西崎彩」名義
- 熱き夜のカンタータ（1988年8月15日、ロイヤルアート）
- 咥えん棒（1988年9月、アテナ映像）
- ふりむけば満潮（1988年10月、ホップビデオ）
- 爛れた時間（1988年11月3日、笠倉出版社）
- 放射能汚染 PART02（1988年11月、ロイヤルアート）
- クラッシュ（1988年11月、フリーク）
- イノセント・ウーマン（1988年12月1日、大陸書房）
- 慾情（1988年12月10日、コロナ社）
- 姫子8（1988年12月13日、宇宙企画）他、八島かおる、杉浦みなみ
- ビデオマガジン ベッピン 第6号 Beppin Vol.6（1988年12月、英知出版）他、島田りか子、小林かおり、松本千幸、加納真由美、三好康子、森景真紀、大田華子、沖知子
- やりたいほうだい プッツン5 番外編（1988年、アイビック）他、吉田蜜流、芳本愛子、青山いずみ、朝倉恵
- ザ・セーラー服物語4（1988年、ファイブスター）
- 白衣淫行録（1988年、シャリオ）
- ビデオSEXY倶楽部 vol.32（1988年、宇宙企画）

1989年
- 胸騒ぎの腰つき（1989年1月、宇宙企画）
- 恍惚の甘い痛み（1989年3月10日、フェニックスビデオ）
- 妹の秘蜜〈ハニー〉（1989年3月25日、二見書房）他、南崎ゆか、高原ルミ
- フラッシュバック12（1989年4月21日、アリスJAPAN）
- 弾丸(タマ)でぶちぬけ（1989年3月、アテナ映像）
- 後藤えり子・南崎ゆか IN 核融合（1989年5月12日、フリーク）他、南崎ゆか
- 愛の巡礼（1989年7月2日、宇宙企画）
- ドリブ・ギャルズ・ビデオムック3 恋人作り大作戦 PART3（1989年7月、青人社）他、杉本笑、森下夏子
- 出血大制服3（1989年9月1日、VIP）
- ガラスのビーナス（1989年9月10日、フェニックスビデオ）
- サンバーン 太陽の国で思いっきりハメハメしちゃった!（1989年、シーム）
- サンバーン ジャパンふろむラブ あぶないオーディション（1989年12月1日、シーム）
- ビデオマガジン ベッピン 第14号 Beppin Vol.14（1989年、英知出版）他、北鎌倉麻衣子、薬師丸ひろみ、野坂なつみ、沢田富美、町田玲子、高瀬菜美、片桐綾
- 宇宙企画のSUPER・LINGERIE(スーパー・ランジェリー)1（1989年、英知出版）
- 禁姦殖（1989年、アバン・ロブ企画）
- 先生が教えてあげる（1989年、二見書房）他、美穂由紀
- むきだし果肉スポーツギャルシリーズ 玉あそび 快感テニスコート（1989年、ロイヤルアート）
- 秘密の花園（1989年、ファイブスター）
- 愛の狩人（1989年、宇宙企画）

1990年
- シークレット ラブ（1990年1月、笠倉出版社）
- FINAL(ファイナル) ERIKOの性欲行為（1990年4月、ロイヤルアート）※引退記念作品
- 結婚しましょう（1990年、レッツ）
- 娼婦伝説4 淫行タイム（1990年、コアラブックス）他、加山なつ子
- 悦の道標（1990年、アールエーシー）
- 蜜まみれの桃の裂けめ（1990年、AGA）他、林かづき

1991年
- 100万回の絶叫 淫獣伝説（1991年10月27日、h.m.p）
- グンニャリしたら許さない!（1991年11月30日、h.m.p）
- レイプ・クイーン 誰かれかまわぬ腰づかい（1991年12月19日、h.m.p）
- エロ子のやるきまんまん（1991年、ルナ・エンタープライズ）
- 性欲狂乱（1991年、アップサイド・ジャパン）

1992年
- 口全ワイセツ11 飲みすぎてゲロゲロ（1992年3月12日、h.m.p）[10]
- 六本木レイプ（1992年3月24日、クリスタル映像）
- こじあけられて 隣の奥さん、すごいんです。（1992年4月28日、h.m.p）他、早紀麻未
- トリプルダイナマイト（1992年5月、シュベール出版）他、藤崎あやか、雨宮夏子
- SEXバトルスペシャル2 必殺のインラン（1992年6月25日、クリスタル映像）
- 淫乱3Pレッスン（1992年月7月、二見書房）他、森下あみい
- 女教師 廊下で立たせて（1992年8月6日、クリスタル映像）
- いんらんレッドゾーン（1992年8月21日、エッチアールシー）
- 原色発情図鑑 どっぷりのコネまわし 奥に入りまーす（1992年、ルナ・エンタープライズ）
- へそした三寸 トロマグロ（1992年、タイム・アロー）
- イオナVOl.1（1992年、アテナ映像）他、松本まりな、早紀麻未
- 後藤えり子 逆レイプ（1992年9月10日、クリスタル映像）
- 後藤えり子 Tバック女王（1992年9月11日、エイ・ヴィ・ジャパン）
- 天使の銃弾 あの娘はヒットマン娘（1992年7月、明文社）
- Tバック姉妹 後藤えり子VS飯島愛（1992年9月、エイ・ヴイ・ジャパン）
- 淫乱OLアフター5 獣喰(けものくい)（1992年10月7日、KUKI）
- 色情狂エリコ 滴り落ちる淫汁（1992年、クリスタル映像）

1993年
- お姉様の生下着（1993年2月1日、笠倉出版社）
- おかわりは2回まで（1993年4月9日、h.m.p）他、細川麗奈、新井まみ
- ミス・ダイナマイト狂恋（1993年4月15日、クリスタル映像）
- 人間発電所93（1993年5月27日、h.m.p）
- ミス・異常性欲 肉弾（1993年6月3日、クリスタル映像）
- 女尻（1993年7月16日、アリスJAPAN）
- リゾートオフィスの誘惑（1993年10月14日、アートビデオ）
- たまにはしゃぶりつきたい8（1993年、ステラ）

1999年
- 女帝 後藤えり子（1999年10月、オー・ケイ出版社）
- やっぱりナマはイー！（1999年11月11日、MOODYZ）
- 制服FUCKビーナス（1999年、Milky）

2000年
- WARNING!!（2000年2月26日、シーツーコーポレーション）
- 痴・女教師えり子（2000年、シーツーコーポレーション）

2001年
- 女金融屋 後藤えり子 栄光の陰に・・・（2001年、V&Rプランニング）
- 女金融屋 後藤えり子 華麗なる生活（2001年、V&Rプランニング）
- 女金融屋 後藤えり子 2億円の代償（2001年、V&Rプランニング）

2002年
- 淫らな雌はいかがですか?（2002年2月1日、MOODYZ）
- ドリームウーマン DREAM WOMAN VOL.3（2002年3月1日、MOODYZ）
- コスプレ熟女ブッカケ3（2002年6月7日、ソフト・オン・デマンド）
- 爆裂お母さんズ（2002年8月1日、MOODYZ）他、川奈まり子、桜たまき、桜田由加里

発売年不明
- 女優志願 乱舞（サンメディア）
- 視線 美しき令嬢の妄想（ルクソール）他、麻生絵美
- 裂け湿っていたいの（テクニリンクス）
- 犯してみたい女たち 1 ベッドトークベイビー 真夜中の淫乱トリップ（テクニリンクス）
- ビデオマガジン おとこの遊艶地 2 パワーアップ増刊号（リイド社）
- メイクラブもう一度（ヴィンテージ）

### オリジナルビデオ
- ストロベリー・タイムス 杉浦幸の個人教授（1989年7月7日、バンダイビジュアル）監督:原田大三郎 主演:杉浦幸 [11]
- 放課後 ラブ・クリニック（1992年7月24日、大映）監督:北沢幸雄 [12]
- 続・こちら凡人組（1992年9月25日、マグネット/ホルンビデオ）監督 鈴木敬晴 [13]
- 岩谷テンホーの みこすり半劇場（1992年11月1日、バップ）監督:土方鉄人  [14]
- 新・初体験物語（1992年11月25日、徳間ジャパンコミュニケーションズ）監督:松原信吾 [15]
- さのばびっち 第壱巻・ブル2篇（1993年2月26日、ジャパンホームビデオ）監督:高橋雅也 加藤雅之 主演:飯島愛 [16]
- さのばびっち 第弐巻・クチュ2篇（1993年2月26日、ジャパンホームビデオ）監督:高橋雅也 加藤雅之 主演:飯島愛 [17]
- 冒険してもいい頃 2（1993年5月28日、Softgarage）監督:小林要 主演:大原真琴 [18]

## テレビドラマ
- 混浴露天風呂連続殺人 第8作『那須の殺生石に消えたヌードギャル 女子大生塩原温泉巡り』（1989年10月21日、テレビ朝日・土曜ワイド劇場）- 温泉ギャル 役
- 悲しいほど好き!Mr.ダンディーお嬢さまに恋をする（1989年12月28日、フジテレビ）
- 七人の女弁護士 第2シリーズ 第5話『過去からの殺人者!離婚妻へ恐怖の匿名電話が…』（1991年11月21日、テレビ朝日）
- 世にも奇妙な物語 冬の特別編『王将』（1991年12月26日、フジテレビ）
- 新春・混浴しあわせ旅館物語（1992年1月1日、フジテレビ・迎春ドラマスペシャル）
- 白く長い廊下（1993年3月26日、フジテレビ・金曜ドラマシアター）

## 書籍

### 写真集
- マドンナメイト写真集 後藤えり子（1989年1月25日、二見書房）撮影:米本光穂 ISBN 9784576881652
- フレッシュスコラ 9 後藤えり子写真集（1989年6月29日、スコラ）撮影:前場輝夫 ISBN 9784882754091
- NEWガールフレンド’90 34人の高品位美少女たち 全34名（1990年4月25日、英知出版）
- ZAKURO・ビデオウェーブのトップアイドル34人 小森愛・工藤ひとみ・早川愛美・松本まりな 他 全34名（1990年8月10日、英知出版）撮影:若杉憲司
- EGOIST（1992年4月24日、TIS）撮影:野村誠一 ISBN 9784847022593
- 生贄マドンナ（1992年4月24日、二見書房）撮影:北野浩助 ISBN 9784576920597
- 恋写ヌード あいだもも・小松美幸・秋本詩織・朝岡実嶺・後藤えり子・河合美果 他 全9名（1992年7月10日、TIS）撮影:野村誠一 ISBN 4847022610
- BEST SELECTION NUDE 白石ひとみ・飯島愛・あいだもも・後藤えり子 他 全13名（1992年12月1日、スコラ）撮影:黄石豹 ISBN 9784796200936
- ストリッパー写真集 Strip the Nudie ストリップを彩る41人の舞姫たち。 井上千尋・宮木汐音・夕樹舞子・小森まみ・後藤えり子 他 全41名（2002年12月29日、オデッセウス出版）撮影:大駅寿一 ISBN 9784872765229
- よみがえるAV黄金期の女優たち 3 （写真集+DVD） 鮎川真理 五島めぐ クミコ・グレース 後藤えり子 吉川りりあ 全5名（2003年4月20日、鹿砦社）ISBN 9784846305017

### 雑誌
- 魅惑のランジェリー 1988年9月号（光彩書房）
- 下着ファッション 1989年1月号（光彩書房）
- BEST VIDEO SPECIAL No.1（1990年2月15日、三和出版）
- ベスト・ランジェリー No.1（1990年5月10日、光彩書房）
- ランジェリー・コレクション No.7（1990年10月15日、光彩書房）
- URECCO 1992年4月号（ミリオン出版）
- ACTRESS 1992年7月号（リイド社）
- ビデオ THE ワールド 1992年9月号、1993年7月号（白夜書房）

### ビニ本
- 夏の麗嬢 後藤えり子淫撮写真集（ヤングフレンド）

## カセット
- マドンナメイトカセット 淫らな想い出(カセットテープ)（1988年2月25日、二見書房）

## その他
- ZOO "After Care" プロモーションビデオ
- クライマックス(レーザーディスク)（1990年9月1日、笠倉出版社）